# Buar
Buar (cyr. Буар) – wieś w Serbii, w okręgu zlatiborskim, w mieście Užice. W 2011 roku liczyła 1082 mieszkańców.